# جيمس رامزي غاريت
جيمس رامزي غاريت (بالإنجليزية: James Ramsey Garrett)‏ هو عالم طيور أيرلندي، ولد في 1817، وتوفي في 1855.